# 세바스찬 객키
서배스천 개키(Sebastian Gacki, 1984년 10월 27일 ~ )는 캐나다의 배우이다.
밴쿠버에서 태어났다.

## 출연 작품
- 이블 피드 (2013년) - 내쉬 역
- 하드 라이드 투 헬 (2010년) - 제이슨 역
- 더 소우 - 해빙 (2009년)
- 잃어버린 세계 - 지구속으로 (2008년) - 브로디 역
- 원 웨이 (2007년)
- 야수같은 녀석들 (2006년)
- 킬러 배쉬 (2005년)
- 스몰빌 (2001년)